# Halowe Mistrzostwa Świata w Lekkoatletyce 1995 – bieg na 60 m mężczyzn
Bieg na 60 m mężczyzn – jedna z konkurencji rozgrywanych podczas halowych mistrzostw świata w lekkoatletyce w 1995. Eliminacje, półfinały oraz finał odbyły się 10 marca.
Udział w tej konkurencji brało 54 zawodników z 42 państw. Zawody wygrał reprezentant Kanady Bruny Surin. Drugą pozycję zajął zawodnik z Wielkiej Brytanii Darren Braithwaite, trzecią zaś reprezentujący Kanadę Robert Esmie.

## Wyniki

### Eliminacje
Bieg 1
| Miejsce | Zawodnik            | Państwo                  | Wynik | Uwagi |
| ------- | ------------------- | ------------------------ | ----- | ----- |
| 1.      | Stefano Tilli       | Włochy                   | 6,64  |       |
| 2.      | Ibrahim Meité       | Wybrzeże Kości Słoniowej | 6,66  |       |
| 3.      | Abdolsadegh Gorgani | Iran                     | 6,73  |       |
| 4.      | Jurij Mizera        | Rosja                    | 6,78  |       |
| 5.      | Carlos Villasenor   | Meksyk                   | 6,93  |       |
| 6.      | Damien Marsh        | Australia                | 6,94  |       |
| –       | Felix Andam         | Ghana                    | DNS   |       |
| –       | Felix Mahama Mabene | Gwinea Równikowa         | DSQ   |       |

Bieg 2
| Miejsce | Zawodnik             | Państwo           | Wynik | Uwagi |
| ------- | -------------------- | ----------------- | ----- | ----- |
| 1.      | Bruny Surin          | Kanada            | 6,59  |       |
| 2.      | Yoshitaka Itō        | Japonia           | 6,68  |       |
| 3.      | Vince Henderson      | Stany Zjednoczone | 6,71  |       |
| 4.      | Lars Hedner          | Szwecja           | 6,72  |       |
| 5.      | Issa-Aimé Nthepé     | Kamerun           | 6,78  |       |
| 6.      | Khaled Ibrahim Jouma | Brunei            | 6,97  |       |
| –       | Frank Perri          | Holandia          | DSQ   |       |

Bieg 3
| Miejsce | Zawodnik           | Państwo           | Wynik | Uwagi |
| ------- | ------------------ | ----------------- | ----- | ----- |
| 1.      | Darren Braithwaite | Wielka Brytania   | 6,54  |       |
| 2.      | Augustine Nketia   | Nowa Zelandia     | 6,59  |       |
| 3.      | Janis Zisimidis    | Cypr              | 6,67  |       |
| 4.      | Miguel Janssen     | Aruba             | 6,75  |       |
| 5.      | Peter Pulu         | Papua-Nowa Gwinea | 6,79  |       |
| 6.      | Franck Amégnigan   | Togo              | 6,79  |       |
| 7.      | Sanusi Turay       | Sierra Leone      | 6,82  |       |
| –       | Geoffrey Walisimbi | Wielka Brytania   | DSQ   |       |

Bieg 4
| Miejsce | Zawodnik              | Państwo                  | Wynik | Uwagi |
| ------- | --------------------- | ------------------------ | ----- | ----- |
| 1.      | Aleksandros Jenowelis | Grecja                   | 6,64  |       |
| 2.      | Witalij Sawin         | Kazachstan               | 6,74  |       |
| 3.      | Kennet Kjensli        | Norwegia                 | 6,82  |       |
| 4.      | Holger Blume          | Niemcy                   | 6,86  |       |
| 5.      | Nicolas Alloke        | Wybrzeże Kości Słoniowej | 6,86  |       |
| 6.      | Marco Belizaire       | Panama                   | 6,95  |       |
| 7.      | Branislav Jajčanin    | Bośnia i Hercegowina     | 7,12  |       |
| –       | Michael Green         | Jamajka                  | DNS   |       |

Bieg 5
| Miejsce | Zawodnik            | Państwo      | Wynik | Uwagi |
| ------- | ------------------- | ------------ | ----- | ----- |
| 1.      | Robert Esmie        | Kanada       | 6,60  |       |
| 2.      | Marc Blume          | Niemcy       | 6,66  |       |
| 3.      | Fernando Ramírez    | Norwegia     | 6,73  |       |
| 4.      | Needy Guims         | Francja      | 6,77  |       |
| 5.      | Witalij Miedwiediew | Kazachstan   | 6,86  |       |
| 6.      | Haroun Korjie       | Sierra Leone | 6,87  |       |
| 7.      | Philippe Bejjani    | Liban        | 7,26  |       |
| 8.      | Cecil Koehling      | Honduras     | 7,59  |       |

Bieg 6
| Miejsce | Zawodnik          | Państwo                      | Wynik | Uwagi |
| ------- | ----------------- | ---------------------------- | ----- | ----- |
| 1.      | Patrik Strenius   | Szwecja                      | 6,64  |       |
| 2.      | Daniel Cojocaru   | Rumunia                      | 6,66  |       |
| 3.      | Andriej Grigorjew | Rosja                        | 6,71  |       |
| 4.      | Luis Cuhna        | Portugalia                   | 6,78  |       |
| 5.      | Valentin Ngogbo   | Republika Środkowoafrykańska | 6,91  |       |
| 6.      | Abbas Salmanov    | Azerbejdżan                  | 7,06  |       |
| 7.      | Guillermo Saucedo | Boliwia                      | 7,27  |       |

Bieg 7
| Miejsce | Zawodnik         | Państwo             | Wynik | Uwagi |
| ------- | ---------------- | ------------------- | ----- | ----- |
| 1.      | Sébastien Carrat | Francja             | 6,63  |       |
| 2.      | Michael Rosswess | Wielka Brytania     | 6,68  |       |
| 3.      | Maurice Greene   | Stany Zjednoczone   | 6,69  |       |
| 4.      | Robinson Urrutia | Kolumbia            | 6,89  |       |
| 5.      | Robert Chircop   | Malta               | 7,07  |       |
| 6.      | Biliaminou Alao  | Benin               | 7,17  |       |
| 7.      | Robert Tupuhoé   | Polinezja Francuska | 7,28  |       |
| 8.      | Hassan Illiassou | Niger               | 7,49  |       |

### Półfinały
Zawodnicy Michael Rosswess oraz Marc Blume uzyskali w tej fazie czas 6,619 sekundy, jednak o awansie do finału decydował rzut monetą – do finału zakwalifikował się ostatecznie Blume.
Bieg 1
| Miejsce | Zawodnik          | Państwo           | Wynik | Uwagi |
| ------- | ----------------- | ----------------- | ----- | ----- |
| 1.      | Bruny Surin       | Kanada            | 6,51  |       |
| 2.      | Augustine Nketia  | Nowa Zelandia     | 6,60  |       |
| 3.      | Michael Rosswess  | Wielka Brytania   | 6,62  |       |
| 4.      | Stefano Tilli     | Włochy            | 6,62  |       |
| 5.      | Vince Henderson   | Stany Zjednoczone | 6,63  |       |
| 6.      | Andriej Grigorjew | Rosja             | 6,68  |       |
| 7.      | Daniel Cojocaru   | Rumunia           | 6,78  |       |
| 8.      | Fernando Ramírez  | Norwegia          | 6,79  |       |

Bieg 2
| Miejsce | Zawodnik         | Państwo                  | Wynik | Uwagi |
| ------- | ---------------- | ------------------------ | ----- | ----- |
| 1.      | Robert Esmie     | Kanada                   | 6,58  |       |
| 2.      | Maurice Greene   | Stany Zjednoczone        | 6,62  |       |
| 3.      | Marc Blume       | Niemcy                   | 6,62  |       |
| 4.      | Ibrahim Meité    | Wybrzeże Kości Słoniowej | 6,63  |       |
| 5.      | Sébastien Carrat | Francja                  | 6,69  |       |
| 6.      | Lars Hedner      | Szwecja                  | 6,70  |       |
| 7.      | Janis Zisimidis  | Cypr                     | 6,71  |       |
| 8.      | Miguel Janssen   | Aruba                    | 6,83  |       |

Bieg 3
| Miejsce | Zawodnik              | Państwo         | Wynik | Uwagi |
| ------- | --------------------- | --------------- | ----- | ----- |
| 1.      | Darren Braithwaite    | Wielka Brytania | 6,57  |       |
| 2.      | Witalij Sawin         | Kazachstan      | 6,60  |       |
| 3.      | Patrik Strenius       | Szwecja         | 6,61  |       |
| 4.      | Aleksandros Jenowelis | Grecja          | 6,68  |       |
| 5.      | Yoshitaka Itō         | Japonia         | 6,69  |       |
| 6.      | Abdolsadegh Gorgani   | Iran            | 6,73  |       |
| 7.      | Needy Guims           | Francja         | 6,78  |       |
| 8.      | Jurij Mizera          | Rosja           | 6,89  |       |

### Finał
| Miejsce | Zawodnik           | Państwo           | Wynik | Uwagi |
| ------- | ------------------ | ----------------- | ----- | ----- |
| 01 !    | Bruny Surin        | Kanada            | 6,46  | CR    |
| 02 !    | Darren Braithwaite | Wielka Brytania   | 6,51  |       |
| 03 !    | Robert Esmie       | Kanada            | 6,55  |       |
| 4.      | Maurice Greene     | Stany Zjednoczone | 6,59  |       |
| 5.      | Marc Blume         | Niemcy            | 6,59  |       |
| 6.      | Augustine Nketia   | Nowa Zelandia     | 6,63  |       |
| 7.      | Patrik Strenius    | Szwecja           | 6,64  |       |
| 8.      | Witalij Sawin      | Kazachstan        | 6,65  |       |